# 旧足立家別邸主屋
旧足立家別邸主屋（きゅうあだちけべっていおもや）は、神奈川県三浦郡葉山町堀内にある住宅である。2022年に国の登録有形文化財として登録された。1933年（昭和8年）に佐藤功一の設計で建てられ、実業家・足立正の別邸として使われた。二階建切妻造桟瓦葺で、外観はハーフティンバー。個人の住居であるが、ロケ地、イベント会場としても使われる。

## 周辺
- イエズス孝女会修道院旧館（旧東伏見宮葉山別邸）[2]

## 参考資料
- 旧足立家別邸主屋 登録有形文化財（建造物） 国指定文化財等データーベース - 文化庁
- お問い合わせ｜旧足立邸｜葉山町

座標: 北緯35度16分22.5秒 東経139度34分55.9秒 / 北緯35.272917度 東経139.582194度